# Ormosia monticola
Ormosia monticola là một loài ruồi trong họ Limoniidae. Chúng phân bố ở miền Tân bắc.